# Bonito de Santa Fé
Bonito de Santa Fé is een gemeente in de Braziliaanse deelstaat Paraíba. De gemeente telt 10.657 inwoners (schatting 2009).